# Edmund Blackadder
Edmund Blackadder är det gemensamma namn som givits till samlingen av fiktiva rollfigurer i BBC-serien Svarte Orm (1983–1989), alla spelade av Rowan Atkinson. 
Även om varje serie utspelar sig i olika tidsperioder av brittisk historia, tillhör varje rollfigur samma Blackadderfamilj och heter oftast Edmund Blackadder. Alla de olika versionerna av rollfiguren har ungefär samma karakteristiska drag och beteende, med undantag för prins Edmund i första serien och Ebenezer Blackadder i julavsnittet.
Blackadder är sedan 1400-talet en historiskt verklig skotsk klan.